# Bayadera fasciata
Bayadera fasciata är en trollsländeart som beskrevs av Sjöstedt 1932. Bayadera fasciata ingår i släktet Bayadera och familjen Euphaeidae. Inga underarter finns listade i Catalogue of Life.